# وييد (مانغا)
وييد هي سلسلة مانغا يابانية من تأليف ورسم يوشيهيرو تاكاهاشي  نشرت في الفترة من مايو 1999 حتى يوليو 2009.